# Petrinci
Petrinci so naselje v Občini Sodražica. Naselje spada pod krajevno skupnost Gora.
- Cerkev Marije Snežne v Petrincih (Gora)
- Gorniški Nanos